# Richard Oastler

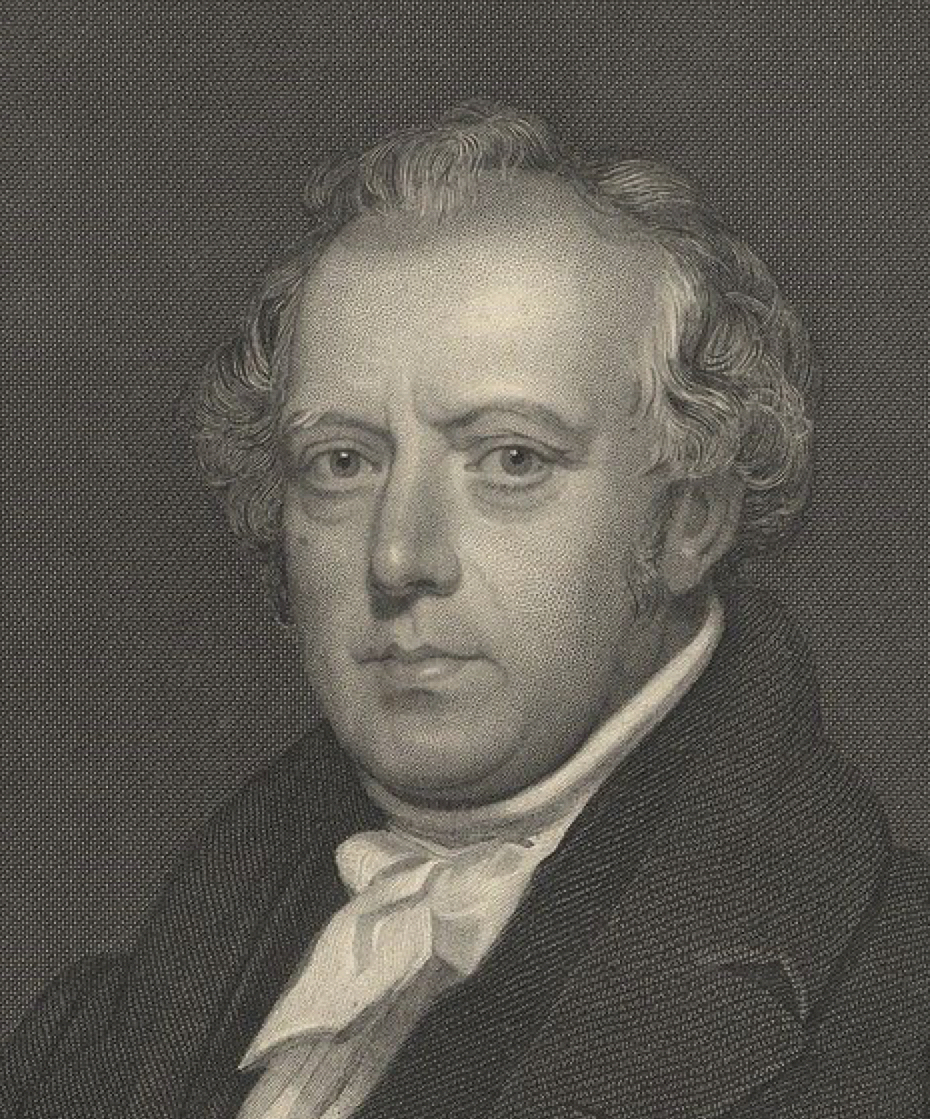
Richard Oastler

Richard Oastler (ur. 20 grudnia 1789 w Leeds, zm. 22 sierpnia 1861 w Harrogate, Yorkshire), angielski działacz na rzecz praw robotniczych.
Pochodził z bogatej rodziny, jego ojciec był właścicielem fabryki. Oastler sprzeciwiał się wykorzystywaniu dzieci do ciężkich prac w fabrykach tekstyliów i w fabrykach zajmujących się wydobyciem stali. W czasach rewolucji przemysłowej było to spotykane w praktycznie każdej fabryce. Dzieci pracowały z reguły od 14 do 17 godzin. Richard Oastler próbował przekonać angielski parlament do wprowadzenia 10-godzinnego limitu pracy dla dzieci. W 1830 napisał list do gazety The Leeds Mercury, w którym ostro skrytykował wykorzystywanie pracy dzieci w fabrykach. Oastler spędził 4 lata w więzieniu z powodu braku pieniędzy na spłatę długów. Po odbyciu kary dalej działał na rzecz skrócenia godzin pracy dzieci. W późniejszych czasach zyskał przydomek "King of the Factory Children" (w wolnym tłumaczeniu z angielskiego: Król fabrycznych dzieci).